# National Rugby League 1909
La New South Wales Rugby Football League de 1909 fue la segunda temporada del torneo de rugby league más importante de Australia.

## Formato
Los clubes se enfrentaron en una fase regular de todos con todos a una vuelta, los cuatro equipos mejor ubicados al terminar esta fase clasificaron a la postemporada que consistió en partidos de eliminación directa iniciados en la etapa de semifinales.
Se otorgaron 2 puntos por el triunfo, 1 por el empate y ninguno por la derrota.

## Desarrollo

### Tabla de posiciones
| Pos. | Equipo                  | Encuentros | Encuentros | Encuentros | Encuentros | Tantos | Tantos | Tantos | Puntos |
| Pos. | Equipo                  | PJ         | PG         | PE         | PP         | F      | C      | Dif    | Puntos |
| ---- | ----------------------- | ---------- | ---------- | ---------- | ---------- | ------ | ------ | ------ | ------ |
| 1    | South Sydney            | 10         | 9          | 0          | 1          | 210    | 41     | +169   | 18     |
| 2    | Balmain                 | 10         | 8          | 0          | 2          | 130    | 62     | +68    | 16     |
| 3    | Newcastle Rebels        | 10         | 5          | 0          | 5          | 144    | 93     | +51    | 10     |
| 4    | Eastern Suburbs         | 10         | 5          | 0          | 5          | 167    | 141    | +26    | 10     |
| 5    | Glebe                   | 10         | 4          | 0          | 6          | 62     | 159    | −97    | 8      |
| 6    | Newtown Jets            | 10         | 3          | 1          | 6          | 73     | 107    | −34    | 7      |
| 7    | North Sydney Bears      | 10         | 2          | 2          | 6          | 104    | 157    | −53    | 6      |
| 8    | Western Suburbs Magpies | 10         | 2          | 1          | 7          | 42     | 172    | −130   | 5      |

|  | Postemporada. |

### Postemporada

#### Semifinal
| 14 de agosto | Balmain Tigers | 15 - 8 | Eastern Suburbs |  |  |

| 14 de agosto | South Sydney | 20 - 0 | Newcastle Rebels |  |  |

#### Final
| 18 de septiembre | South Sydney | Walkover | Balmain Tigers |  |  |

- Ganó South Sydney al no presentarse Balmain Tigers al partido final.

| Bandera de Australia |
| Campeón South Sydney |
| Segundo título       |